# Naked - Nudo
Naked - Nudo (Naked) è un film del 1993 diretto da Mike Leigh.
Fu presentato in concorso al 46º Festival di Cannes, dove Mike Leigh, autore anche del soggetto e della sceneggiatura, vinse il premio per la miglior regia, e il protagonista David Thewlis il premio per la miglior interpretazione maschile.

## Trama
Costretto a scappare da Manchester dopo aver violentato una donna, Johnny ruba una macchina e fugge a Londra: quella a casa della sua ex ragazza sarà solo una delle tappe di una giornata (e nottata) allo sbando, alle prese con la strana, desolata e disperata fauna urbana.

## Accoglienza
Nel suo libro - intervista a Mike Leigh, Amy Raphael fa subito notare al regista la singolarità di Naked nell'ambito della sua filmografia «sia per via della sua natura epica, sia perché prende le distanze dall'ambiente intimo del nucleo familiare». Leigh concorda con l'intervistatrice e, dopo aver ricordato «la naturale propensione di proporre  sempre qualcosa di diverso», dice che con Naked ha voluto «sposare l'idea di un film che fosse per natura itinerante o picaresco».

## Riconoscimenti
- Festival di Cannes 1993
  - Premio per la miglior regia
  - Premio per la miglior interpretazione maschile (David Thewlis)

- Toronto International Film Festival 1993
  - Premio Metro Media